# Джулюница (област Велико Търново)
 За другото българско село вижте Джулюница (област Русе).  
Джулю̀ница е село в Северна България. То се намира в община Лясковец, област Велико Търново.

## География
Селото се намира на 43º 13’ с. ш. и 25º 90’ и. д., на 26 km източно от областния град Велико Търново. Площта му е 39,558 km2. 
Климатът е умереноконтинентален.
Село Джулюница е разположено на границата на Предбалкана с Дунавската равнина. Местността е хълмисто – равнинна, част от която е покрита от широколистна гора. В землището му денивелацията на релефа варира от 63 m надморска височина при жп гарата до 385 m на връх „Пирамидата“ в местността „Романа“.
През селото преминава река Джулюница. За начален приток се приема река Веселина, която извира югозападно от село Дрента в Еленο-Твърдишката Планина. На река Веселина е изграден язовир „Йовковци“. След вливането на река Джулюница със Стара река на 3 km северно от селото (т.нар. „Смесито“, при железния мост) те образуват река Лефеджа (Лефеджи), която по хидротехнически измервания е с по-голям дебит от приемника си р. Янтра.
В селото има кметство, основно училище, детска градина, читалище, аптека, православна църква и медицински център.
Пътищата на територията на селото са третокласни, но добре поддържани. На 3 km северно от селото преминава главен път Е 772 – София – Варна, а от самото село започва третокласният републикански път 4004 водещ към гр. Златарица, който се свързва с Републикански път II-53 за гр. Елена. От Eлена през прохода Вратник се отива за гр. Сливен и Южна България, а през Твърдишкия проход за гр. Твърдица, гр. Нова Загора и Ю. България.
Джулюница е свързана с близките населени места посредством автобусен и жп транспорт. Редовен автобусен транспорт за Велико Търново, Горна Оряховица и Омуртаг. Гара на жп линия София – Варна.
Селото е електро и водоснабдено. На територията му има покритие на всички мобилни оператори, както и местен кабелен TV оператор.
Добре развито зеленчукопроизводство (предимно парниковото), лозарство, овощарство, зърнопроизводство и животновъдство.
Има консервна фабрика „Домат“, фирма „Дунав лизинг“ ЕАД, занимаваща се с производство на метален обков, изделия от метал и дърво, PVC и алуминиева дограма и шивашки услуги.

## История
Етимологията на населеното място произлиза от наименованието на растението джулюн – Воден орех, в чиито околности в миналото са се намирали естествени находища от него.
Старо селище, съществувало през 13 – 14 век. Изчезнало в началото на турското робство и заселено отново през 16 – 17 век. Южно от селото има следи от средновековно укрепление и селище.
В землището на село Джулюница са открити находки като:
- най-старото на Балканите погребение от неолитния период (до могилата на магистралата, излъчен репортаж по бТВ). През 2004 г. археологът Недко Еленски при проучвания на праисторическо селище в местността „Смърдеш“ край село Джулюница открива гроб на 12-13-годишен индивид, който е датиран от 6300 – 6200 г. пр. Хр.
-селищна могила от неолита (до магистралата) или т. нар. „Раннонеолитното селище Джулюница – Смърдеш“. То е най-ранното неолитно селище в България. Съществувало от 6300 до 5700 г. пр. Хр., като животът там замрял поради неясни причини. Разцветът на селището е в периода около 6000 г. пр. Хр.
- тракийско погребение (между гарата и железния мост),
-византийско селище (на изток от гарата, северно от жп линията).
- римска цитадела, по-късно превърната в крепост „Калето“ по време на Второто българско царство (на местността „Имането“). Крепостта „Калето“ е късноантична и средновековна крепост. Намира се на 2,46 km южно от селото, в местността „Имането“, 140 m надморска височина, GPS координати: 43°06’52“ С.Ш. и 25°54’23“ И.Д. На север, запад и юг възвишението е със стръмни или отвесни скални склонове. Крепостта е достъпна от запад, където възвишението е преградено с крепостна стена. Открит е гроб на болярин от 1194 г. В крепостта и южно от нея има следи от църква. Около главния хълм е имало ковашка работилница и селище, разположено на изток от реката, опожарено от турците. Стар път от „Имането“ води към гр. Велико Търново и се нарича „Шишманов път“.
- турско селище (на „Романа“)
Първата ж. п. гара в района на общината е гара Джулюница. Тя е открита още с откриването на линията София – Варна – 08.11.1899 година. Обслужвала е жителите на четири села: Джулюница, Горско ново село, Върбица, Бряговица, които се занимават със зеленчукопроизводство. Търговци изкупували стоката им, товарели я на вагони и я продавали в Търговище, Шумен и Варна. Така железопътната линия допринесла за откриването на нови пазари, а те от своя страна изисквали разширяване производството на зеленчуци. Близо до гарата било построено тържище за плодове, зеленчуци, както и няколко кръчми.
На 6 февруари 1936 г. министърът на народното стопанство Димитър Вълев закрива седмичния пазар в селото поради липса на стопанско оправдание.
В 1936 година до гарата била построена фабрика „Домат“ за доматено пюре и мармалад, която след разширение е станала една от най-големите зеленчуко-консервни фабрики в областта. На гарата били построени и още два коловоза.
През 1970 година от северната страна на гарата били направени оранжерии за ранни зеленчуци. След 1980 година на гара Джулюница се събирали зеленчуците от бившия Великотърновски окръг, товарили се на вагони и заминавали за гара Варна-фериботна, а от там с ферибот – за бившия СССР. 
При избухването на Балканската война в 1912 г. един човек от Джулюница е доброволец в Македоно-одринското опълчение.

## Образование

### Целодневна детска градина „Сладкопойна чучулига“
Целодневната организация на възпитание и обучение за децата от предучилищна възраст в Джулюница датира от 1966 година. Същата година на 1 септември с 26 деца и 5 души обслужващ персонал с директор Тотка Николова под името ЦДГ „Лиляна Димитрова“ се поставя началото. Използва се къщата на Златка и Атанас Стефанови като паралелно с това се строи и новата сграда на детската градина. В новата сграда децата влизат на 19 февруари 1968 година, но вече са открити две групи. Желаещите да посещават детската градина са много и така през годините до 1973-та групите стигат до четири на брой, като същите се запазват до 1998 година. От откриването си през 1968 до 1979 година детската градина е базова и посещавана от редица наши и чуждестранни делегации, в това число от Нигерия, Унгария, Румъния и др. През 1978 г. започва изграждането на надстройка на съществуващата двуетажна сграда, осигуряваща приемането на още две групи деца от яслена възраст. През 1992 година, по решение на учителския съвет, детската градина се преименува в „Сладкопойна чучулига“ на името на популярната детска песен, по текст на родения в селото поет Цони Калчев, а песента със същото заглавие става химн на детското заведение. През 2008 г. е направена цялостна реконструкция на сградата на стойност 144 000 лева. 120 000 са получени от посолството на Япония, а останалите 24 хиляди лева са осигурени от бюджета на Община Лясковец. Основна заслуга за получаването на дарението от Японското посолство има Калоян Махлянов – Котоошу, който е и бивш възпитаник на детската градина. Днес демографският срив дава отражение на раждаемостта в селото и към настоящия момент в детската градина функционират две групи.

### Основно училище „П. Р. Славейков“
Основно училище „П.Р.Славейков“ (І – VІІІ клас) е с общинско финансиране. Наследник е на първото килийно училище в селото работило в старата църква построена през 1834 г. През 1879 г. за задоволяване на нарасналите нужди от обучение, със средства доброволно събрани от населението, е построена самостоятелна училищна сграда – старото училище. Само след година, обаче, поради бързото нарастване на населението, училищната сграда се оказва тясна и за училищни нужди се ползват и 5 – 6 частни къщи. Съществуващата днес сграда е проектирана на два етажа с 16 класни стаи, а строежът ѝ завършен през 1923 г. През 1969 г. е построен третият етаж на училището и сега то разполага с 24 класни стаи и кабинети, и 13 допълнителни помещения. През 1974 г. към училището са построени физкултурен салон, работилница и машинно отделение, а през 1993 г. котелно помещение и топла връзка с физкултурния салон. От 2011 г. училището е в списъка на средищните училища в Република България. Днес в основното училище се обучават над 130 деца.

## Население
Численост на населението според преброяванията през годините:
| \| Година на преброяване \| Численост \| \| --------------------- \| --------- \| \| 1934 \| 4311 \| \| 1946 \| 4548 \| \| 1956 \| 4096 \| \| 1965 \| 4155 \| \| 1975 \| 3759 \| \| 1985 \| 3206 \| \| 1992 \| 2914 \| \| 2001 \| 2371 \| \| 2011 \| 1895 \| \| 2021 \| 1497 \| |           |
| Година на преброяване | Численост |
| 1934 | 4311      |
| 1946 | 4548      |
| 1956 | 4096      |
| 1965 | 4155      |
| 1975 | 3759      |
| 1985 | 3206      |
| 1992 | 2914      |
| 2001 | 2371      |
| 2011 | 1895      |
| 2021 | 1497      |

### Етнически състав
Преброяване на населението през 2011 г.
Численост и дял на етническите групи според преброяването на населението през 2011 г.:
|                     | Численост | Дял (в %) |
| Общо                | 1895      | 100.00    |
| Българи             | 1858      | 98.04     |
| Турци               | 3         | 0.15      |
| Цигани              | 8         | 0.42      |
| Други               |           |           |
| Не се самоопределят |           |           |
| Неотговорили        | 20        | 1.05      |

## Религия
Православна църква „Св. Георги“.

## Културни и природни забележителности
Джулюница е родно място на Цони Калчев – учител и поет, написал много детски стихове. Най-популярното е „Сладкопойна чучулига“. Близък на Иван Вазов, предложил 19 февруари да се чества като ден на Васил Левски.
Читалище „Пробуждане 1896“ – основано на 3 юни 1894 г. от Цони Калчев и други местни общественици. 

## Спорт
Футболен клуб „Владислав“ – участва в Областна футболна група Велико Търново.
Шампион по спортен риболов за 2018 година – Петър Иванов Хамов

## Редовни събития
Селото празнува своя празник на 24 май – Ден на българската просвета и култура и на славянската писменост.
Между селата Джулюница и Кесарево се намира аязмото „Света Марина“. Според поверието водата избликва в нощта на 16 срещу 17 юли – денят на Св. Марина. На този ден в местността се събират стотици вярващи.

## Личности
- Цони Калчев (1870 – 1942) – автор на стихотворението „Сладкопойна чучулига“, по чийто текст е създадена известната песен. В него поетът описва село Джулюница.
- Марин Ив. Базаков, македоно-одрински опълченец, 20-годишен, баничар, 1 рота на 11 сярска дружина, носител на орден „За храброст“ ІV степен[11]
- Илия Радков (1906 – 1987), деец на БЗНС и подпредседател на 1 НС
- Стефка Георгиева (1923 – 2004), архитект
- Сийка Костадинова Цончева (1926 – 1971) Подполковник от запаса. Единствената българка-летец пилотирала военен, граждански, водосамолет и вертолет,[12] с решение № 676/ 2011 г. на Общ. съвет гр. Лясковец посмъртно удостоена със звание „Почетен гражданин на Община Лясковец“ за принос в развитието на военната авиация.
- Йордан Върбанов Йорданов – общественик, учител, художник; представя в живописни платна сюжети от историята на българското село в края на миналия век. Бивш кмет на Джулюница и директор на основно училище П.Р.Славейков до 2011 г.
- Калоян Махлянов – Котоошу, сумист (р. 1983)